# Kion Etete
Kion Reece Etete, né le 28 novembre 2001 à Derby en Angleterre, est un footballeur anglais qui évolue au poste d'attaquant à Rotherham United.

## Biographie

### Formation et débuts
Né à Derby en Angleterre, Josh Etete joue son premier match en professionnel avec Notts County le 9 octobre 2018, dans la  EFL Trophy.
Le 7 juin 2019, Etete est recruté par Tottenham Hotspur
Le 4 juin 2022, il rejoint Cardiff City.